# Eremospatha barendii
Eremospatha barendii är en enhjärtbladig växtart som beskrevs av Sunderl. Eremospatha barendii ingår i släktet Eremospatha och familjen Arecaceae.
Artens utbredningsområde är Kamerun. Inga underarter finns listade i Catalogue of Life.